# Dally Kimoko
 (septembre 2014).
Si vous disposez d'ouvrages ou d'articles de référence ou si vous connaissez des sites web de qualité traitant du thème abordé ici, merci de compléter l'article en donnant les références utiles à sa vérifiabilité et en les liant à la section « Notes et références ».
Dally Kimoko, né en 1955, est un guitariste congolais. Auteur de six disques solo, il a également apporté sa contribution à plus de 300 disques d'artistes africains[réf. souhaitée].

## Biographie
Sa carrière professionnelle débute en 1968 lorsqu'il intègre le groupe Les bébés. De 1975 à 1977, il joue au sein de l'orchestre Ozana avec Jerry Nkoko. Ce n'est que dix ans plus tard que sa carrière prend de l'ampleur. En effet, il joue en 1978 avec l'orchestre Kamale dirigé par le chanteur Nyboma.
Un an plus tard, il continuera avec le même artiste dans l'African All Stars jusqu'en 1982. Ce groupe était constitué par Sam Mangwana, Lokassa Ya Mbongo, Ringo Moya et Dizzy Mandjeku. Cette aventure durera environ trois ans. Après quelques collaborations avec l'Orchestre Sympatic du Bénin et Sery Simplice l'ivoirien notamment, sa carrière va prendre un nouvel essor après son arrivée en France.
À Paris, il va travailler avec Syllart Productions et va rapidement devenir un des guitaristes les plus demandés de la musique africaine.
Les plus grands noms vont faire appel à lui : Abeti Masikini (avec laquelle il va enregistrer trois disques dont le disque d'or international avec Je suis fâché), Shimita, Aladji Touré, Toto Guillaume, M'Pongo Love et son ancien compère Nyboma dans Les Kamale Dynamique dont certains titres sont des tubes : Double doublé, Papy sodolo…
En 1988, la mélodie ensorcelante de guitare de « Marcory Gazoil » du chanteur congolais Zitany Neil est un grand succès dans toute l'Afrique et la diaspora africaine européenne.
Dally Kimoko devient alors un guitariste de grande notoriété[réf. nécessaire].
Ainsi, la star africaine Kanda Bongo Man, pionnier du kwasa kwasa va le recruter dans son groupe en remplacement de Diblo Dibala.
Plusieurs succès du soukous (aussi appelé sukus) naissent de cette collaboration. On pense par exemple à Wallow ou à Monie. De nombreuses tournées internationales permettent à Kanda Bongo Man et Dally Kimoko de faire danser le monde entier aux rythmes du sukus et du kwasa kwasa.
Au début des années 1990, c'est au tour de la nouvelle star à la mode Aurlus Mabele de recruter Kimoko pour son groupe Loketo.
Cette association dure deux ans, au cours de laquelle ils composent des titres comme Embargo, où la guitare est largement mise en avant.
À la même période, il est un des membres fondateurs des Soukous Stars avec Ballou Canta, Lokassa Ya Mbongo et Shimita. Cette formation produit de nombreux albums.
La fin du XXe siècle est propice en termes de collaborations avec d'autres artistes. Parmi les plus connus, il va jouer avec Papa Wemba, Koffi Olomidé, Mav Cacharel, Ryūichi Sakamoto, Oliver Ngoma, Petit-Pays, Gadji-Celi, Yondo Sister, Tshala Muana, Madilu System, Pierrette Adams, Les Sans Papiers, Reddy Amisi, Théo Blaise Kounkou, Awilo Longomba, Félix Wazekwa, Pepe Kalle, Julie Mabéa, Defao, Guy Lobé, Prince Eyango, Guy Bilong, Oumou Sangaré...
Au début du XXIe siècle, il quitte les Soukous Stars et continue ses collaborations multiples.
En 2002, il s'associe à la chanteuse française Leslie et au groupe ivoirien Magic System pour donner naissance à un hit de la chanson française : « On n’sait jamais  ». Il se produira d'ailleurs avec eux sur la scène de l'Olympia.
En 2003, il participe à l'album Radio Bakongo, en collaboration avec El Rey Paulo Salgado Batata en Colombie, sans oublier sa participation à une série de concerts donnés en hommage à ce dernier, mort en 2004 (dont celui de Paleo en 2004, disponible en partie sur YouTube).
En 2007, il contribue au dernier disque de Madilu System, Bonne humeur, sorti juste avant sa mort.
Durant l'été 2008, il sort un nouveau disque solo intitulé Bon vent.
Ces dernières années, Dally Kimoko se produit régulièrement avec son groupe « Bon Vent de Paris » dans la capitale française. Son talent est toujours autant plébiscité par de nombreux artistes qui enregistrent ses parties de guitares sur leurs CD : Nimon Toki Lala, Clarisse Valeri, Mbilia Bel, Claude Kiya, Phanie Benja, Nanutu, Longue Longue, Dody et Bisou Bass, Cano, Petit-Pays, Joujou Lumumb...
En octobre 2014 sort un nouveau single intitulé We love you Mandela, avec la participation de Yondo Sister et 3615 Code Niawu.

## Discographie

### Solo
- 1985 : Adieu Célie
- 1987 : Titina
- 1988 : Bazooka vol. 1
- 1991 : Tobina (avec les Soukous Stars)
- 1996 : Ma hele (avec les Top Swing)
- 2000 : King Dally Kimoko and cocorico move 2000 (réédition de Ma hele avec bonus)
- 2008 : Bon vent

### Collaborations
- 2010 : Souvenir best of volume 1 (avec les Soukous Stars)
- 2014 : We love you Mandela (feat. Yondo Sister)